# Сенаторы от департамента Вандея
В соответствии с законодательством Франции избрание сенаторов осуществляется коллегией выборщиков, в которую входят депутаты Национального собрания, члены регионального совета и совета департамента, а также делегаты от муниципальных советов. Количество мест определяется численностью населения. Департаменту Вандея в Сенате выделено 3 места. В случае, если от департамента избирается 3 и более сенаторов, выбор осуществляется среди списков кандидатов по пропорциональной системе с использованием метода Хэйра. Список кандидатов должен включать на 2 имени кандидата больше, чем число мандатов, и в составе списка должны чередоваться мужчины и женщины.

## Результаты выборов 2020 года
В выборах сенаторов 2020 года участвовали 6 списков кандидатов и 1731 выборщик.
|  | Лидер списка       | Политическая направленность                                  | Получено голосов | %     | Кол-во мест | +/- (к 2014 г.) |
|  | ------------------ | ------------------------------------------------------------ | ---------------- | ----- | ----------- | --------------- |
|  | Брюно Ретайо       | Республиканцы, Союз демократов и независимых                 | 1 225            | 70,77 | 3           | 0               |
|  | Тьерри Ришардо     | Вперёд, Республика!, Демократическое движение, Разные правые | 191              | 11,03 | 0           | 0               |
|  | Кристофер Макандрю | Европа Экология Зелёные                                      | 175              | 10,11 | 0           | 0               |
|  | Дени Ла Маш        | Социалистическая партия, Разные левые                        | 92               | 5,31  | 0           | 0               |
|  | Жан-Патрик Фийе    | Национальное объединение                                     | 30               | 1,73  | 0           | 0               |
|  | Анита Шарьо        | Коммунистическая партия                                      | 18               | 1,04  | 0           | 0               |

## Результаты выборов 2014 года
В выборах сенаторов 2014 года участвовали 7 списков кандидатов и 1713 выборщиков.
|  | Лидер списка  | Политическая направленность                                 | Получено голосов | %     | Кол-во мест | +/- (к 2008 г.) |
|  | ------------- | ----------------------------------------------------------- | ---------------- | ----- | ----------- | --------------- |
|  | Брюно Ретайо  | Республиканцы, Союз демократов и независимых, Разные правые | 1 173            | 68,48 | 3           | 0               |
|  | Стефан Ибарра | Социалистическая партия                                     | 239              | 13,95 | 0           | 0               |
|  | Армель Пешёль | Разные правые                                               | 136              | 7,94  | 0           | 0               |
|  | Тони Демёран  | Европа Экология Зелёные                                     | 64               | 3,74  | 0           | 0               |
|  | Брижит Тессон | Разные правые                                               | 57               | 3,33  | 0           | 0               |
|  | Брижит Невё   | Национальный фронт                                          | 22               | 1,28  | 0           | 0               |
|  | Дидье Эрбе    | Коммунистическая партия                                     | 22               | 1,28  | 0           | 0               |

## Сенаторы (2020-2026)
- Брюно Ретайо (Республиканцы), президент группы «Республиканцы» в Сенате
- Анник Бийон (Союз демократов и независимых), член муниципального совета города Ле-Сабль-д’Олон
- Дидье Манделли (Республиканцы), член муниципального совета коммуны Ле-Пуаре-сюр-Ви

## Сенаторы (2014-2020)
- Брюно Ретайо (Союз за народное движение/Республиканцы), президент Регионального совета Пеи-де-ла-Луар
- Анник Бийон (Союз демократов и независимых), вице-мэр города Шато-д’Олонн
- Дидье Манделли (Союз за народное движение/Республиканцы), мэр коммуны Ле-Пуаре-сюр-Ви